# 彭透斯
彭透斯（英語：Pentheus）是希腊神话中的人物之一。他是地生人厄喀翁與底比斯國王卡德摩斯的女兒阿高厄的兒子。
根據欧里庇得斯的劇作《酒神》，彭透斯受卡德摩斯讓位成為底比斯國王。由於彭透斯禁止對自己的崇拜，酒神狄俄尼索斯下咒使阿高厄發瘋，殺死自己的兒子彭透斯。他的舅父波呂多洛斯成為繼任底比斯王。

## 扩展阅读
- Euripides. .   [2013-10-17]. （原始内容存档于2003-10-23）.
- Ovid. .

| 統治者頭銜      | 統治者頭銜 | 統治者頭銜        |
| --------------- | ---------- | ----------------- |
| 前任： 卡德摩斯 | 底比斯国王 | 繼任： 波里德诺斯 |